# Oxyomus dschagga
Oxyomus dschagga är en skalbaggsart som beskrevs av Rudolph Petrovitz 1969. Oxyomus dschagga ingår i släktet Oxyomus och familjen Aphodiidae. Inga underarter finns listade i Catalogue of Life.